# EVV (Echt)
EVV, voluit Echter Voetbal Vereniging, is een amateurvoetbalclub uit de Limburgse plaats Echt. De clubkleuren van EVV zijn blauw en wit. EVV werd opgericht op 26 juni 1926 als eerste voetbalclub in Echt. Het standaardelftal speelt in de Vierde divisie (seizoen 2022/23).

## Geschiedenis
De geschiedenis van de sportclub begon 1908, toen de club EVV Sparta werd opgericht. In 1925 ging deze club failliet. Een jaar nadat EVV Sparta failliet was, kwam EVV Echt. De club werd opgericht in het voormalige Oranjehotel aan de Jodenstraat. Zondag 24 oktober 1926 werd de eerste wedstrijd gespeeld, EVV verloor met 2-4 van Helden.
In 1931 behaalt EVV voor het eerst een kampioenschap. Ze verhuisde ook van sportpark naar de Nieuwe Markt. In 1940 werd opnieuw succes behaald. De Baron de Vexela Coupe werd gewonnen door EVV. In de oorlogsjaren werd er nauwelijks gevoetbald, EVV voetbalde toen in de zogenoemde "noodcompetitie".
EVV kroonde zich in het seizoen 2003/04 tot kampioen in de Eerste klasse D en promoveerde voor het eerst naar de hoogste klasse van het amateurvoetbal: de Zondag Hoofdklasse B.
EVV speelt vanaf het seizoen 2004/05 onafgebroken in de Zondag Hoofdklasse B. In het seizoen 2005/06 won EVV voor de districtsbeker de finale in het district Zuid II van klassegenoot JVC Cuijk met 4-0. EVV behaalde ook de landelijke finale van het amateurvoetbal in het hetzelfde seizoen maar verloor van ASWH met 1-3. Doelstelling in het seizoen 2009/10 was plaatsing voor de nieuw te vormen Topklasse. Dit lukte op de slotdag van de competitie, door de uitwedstrijd tegen RKSV Schijndel met 0-3 te winnen. Hiermee eindigde EVV op de derde plaats.

### Topklasse
Het eerste seizoen in de Topklasse (2010/11) werd afgesloten op de negende plek. De doelstelling, handhaving in de Topklasse, werd daardoor zes duels voor het einde van de competitie al bewerkstelligd. Het tweede seizoen in de Topklasse, (2011/12) verliep nog beter. Mede dankzij een enorm sterke eindreeks (slechts één nederlaag in de laatste elf duels) eindigde EVV dat seizoen op een zesde plek.
Tussen 2012 en 2017 stond Leo Beckers voor de groep bij EVV. Veel spelers vertrokken voor het seizoen 2012/2013 en Beckers kreeg te maken met een zeer jonge groep. Na een moeizame start ging het echter steeds beter lopen en eindigde EVV op de vijfde plek.
Ook in de zomer erna vertrekken er weer de nodige spelers, maar opnieuw een vijfde plek (met een recordaantal punten van 52), een derde-rondeplek in de KNVB Beker en een finaleplek in de districtsbeker zorgden ervoor dat seizoen 2013/14 het meest succesvolle Topklasse-jaar werd tot dusver. Daarnaast werd doelman Michel Vercruysse na afloop van dat seizoen verkozen tot beste doelman van de Zondagtopklasse.
In 2022 degradeerde EVV uit de Derde divisie naar de Vierde divisie, de nieuwe naam van de Hoofdklasse.

## Erelijst
Zondag eerste klasse
Kampioen in 2004
Districtsbeker Zuid II
Winnaar in 2002, 2006
Finalist in 2014

## Competitieresultaten 1941–2023
| 4 3B |

| 7 3D |

| 7 3D |

| 8 3D |

|  |

| 3 3E |

| 1 3D |

| 2 3D |

| 1 3D |

| 2 3D |

| 6 3C |

| 2 3C |

| 2 3C |

| 11 3C |

| 10 3C |

| 8 3C |

| 4 3C |

| 8 3C |

| 11 3C |

| 12 3C |

| 9 4E |

| 6 4E |

| 1 4E |

| 11 3C |

| 3 4E |

| 2 4E |

| 5 4E |

| 5 4E |

| 8 4E |

| 3 4F |

| 5 4E |

| 5 4E |

| 7 4F |

| 2 4E |

| 8 3C |

| 9 3C |

| 6 3C |

| 5 3C |

| 9 3C |

| 11 3C |

| 4 4E |

| 7 4E |

| 10 4E |

| 7 4E |

| 10 4E |

| 3 4E |

| 1 4E |

| 4 3C |

| 8 3C |

| 11 3C |

| 1 4E |

| 1 3C |

| 9 2B |

| 7 2B |

| 12 2B |

| 1 3C |

| 9 2H |

| 4 2H |

| 7 2H |

| 2 2H |

| 7 1D |

| 2 1D |

| 2 1D |

| 1 1D |

| 4 B |

| 6 B |

| 2 B |

| 8 B |

| 3 B |

| 3 B |

| 9 |

| 6 |

| 5 |

| 5 |

| 7 |

| 11 |

| 8 |

| 13 |

| 14 |

| 7* |

| -- |

| 17 |

| 13 B |

| Derde divisie Topklasse | Hoofdklasse/4e Divisie | Eerste klasse | Tweede klasse | Derde klasse | Vierde klasse |

In elke staaf van de grafiek staat van boven naar beneden vermeld: 
- Eindnotering

Dit is de positie die de club heeft bereikt in de competitie, zonder eventuele beslissings-, play-off- of nacompetitiewedstrijden die nodig zijn geweest om bijvoorbeeld de kampioen van de competitie te bepalen.
Indien een * achter het getal staat is de notering een tussenstand en kan het zijn dat de notering niet overeenkomt met de uiteindelijke eindstand van de competitie.
Staat er een - dan is het seizoen nog bezig en is er geen definitieve uitslag bekend.
Staat er xx op de positie van de notering, dan heeft de club vroegtijdig de competitie verlaten. Dit kan onder andere komen door terugtrekking van het team, faillissement van de club of door een uitgedeelde straf van de KNVB. In veel gevallen staat elders in het artikel de reden vermeld.
Staat er een ? dan is het resultaat uit het verleden onbekend, en is alleen de competitie of het niveau bekend van dat seizoen.
In de seizoenen 2019/20 en 2020/21 werd wegens de coronacrisis het amateurvoetbal afgebroken. Daardoor kennen deze staven geen eindklassering (middels -- weergegeven).
- Competitieniveau en afdelingsletter of Officiële eindstand Eredivisie
  - Competitieniveau en afdelingsletter

Hierbij geeft het getal het niveau weer, dat ook terug te vinden is in de legenda. De letter is de afdelingsaanduiding en wordt gebruikt wanneer er meer afdelingen zijn op hetzelfde niveau. De afdelingsletter is altijd een hoofdletter en wordt meestal zonder nummer gebruikt.
Voorbeeld: 2F is niveau 2e klasse competitie F.
Het competitieniveau en nummer wordt niet vermeld wanneer er slechts één competitie van dit niveau was.
  - Officiële eindstand Eredivisie (getal staat tussen haakjes vermeld)

Sinds de introductie van play-offwedstrijden voor Europees voetbal na afloop van de reguliere competitie in 2005/06, is de KNVB verplicht een eindstand van de Eredivisie door te geven aan de UEFA aan de hand van deze play-offwedstrijden.
Bij deze eindstand staan clubs die zich hebben gekwalificeerd voor Europees voetbal hoger dan clubs die zich niet wisten te kwalificeren. Indien er geen verschil was tussen de eindnotering en de officiële eindstand, staat dit getal niet vermeld.

- Onderafdeling

Hier staat afgekort de naam van de onderafdeling indien de club in dat jaar in een onderafdeling uitkwam. Tevens staat deze afkorting in de legenda en wordt gelinkt naar het artikel over deze onderafdeling. Deze afkorting wordt alleen vermeld wanneer de club in het verleden in verschillende onderafdelingen heeft gespeeld. Deze vermelding is in de staaf altijd in kleine letters. Deze onderafdelingen zijn na het seizoen 1995/96 afgeschaft. Heeft de club in slechts één onderafdeling gespeeld, dan is dit alleen terug te vinden in de legenda.
Onder de staaf staat het jaartal vermeld waarin het seizoen is afgesloten. 15 verwijst naar het seizoen 2014/15 of eventueel het seizoen 1914/15.
Wanneer een staaf leeg is, zijn deze gegevens niet bekend. Het kan ook zijn dat de club dat seizoen niet heeft meegespeeld op het hogere amateurniveau, vroegtijdig de competitie heeft verlaten of uit de competitie is gezet.

In het seizoen 1944/45 was er wegens de Tweede Wereldoorlog geen regulier competitievoetbal.

## Opmerkelijke overwinningen
- Woensdag 16 april 2008 speelde EVV tegen Lucky Ajax. Lucky Ajax was naar Echt afgereisd met onder anderen Sjaak Swart, Arnold Muhren, John van den Brom, Simon Tahamata, Michel Kreek en gastspeler Eric van der Luer in haar gelederen. EVV wist de Amsterdammers echter te verslaan met een 4-2 eindstand op het scorebord.
- Tijdens de voorbereiding van het seizoen 2010/11 speelde EVV een vriendschappelijke wedstrijd tegen Bundesligaclub Borussia Mönchengladbach. EVV wist via twee treffers van Dries Verbeemen de Duitsers met een 2-1 te verslaan.[2]
- Op 25 augustus 2010 speelde EVV in de 2de ronde van de KNVB Beker tegen algeheel amateurkampioen IJsselmeervogels. Twee doelpunten van Dries Verbeemen zorgden voor een 2-1 overwinning.
- Tijdens de voorbereiding van het seizoen 2017/18 speelde EVV een oefenwedstrijd tegen eredivisionist VVV-Venlo. EVV wist een 1-3 achterstand om te keren tot een 4-3 overwinning. Polman scoorde 3 keer, waarna Argoubi de winnende voor EVV maakte.

## KNVB Beker
EVV heeft in het KNVB Bekertoernooi al meerdere malen een BVO geloot, wat tot enkele memorabele wedstrijden heeft geleid.
- In het seizoen 2006/07 is Eredivisionist NEC te gast in Echt. EVV verloor met 0-2.
- Op 22 september 2010 komt FC Eindhoven op bezoek in het kader van de KNVB Beker. FC Eindhoven komt op een 0-3 voorsprong, maar EVV weet spectaculair terug te komen tot 3-3. In de slotfase gaat FC Eindhoven er alsnog met de winst vandoor: 3-5.
- Net als in 2006 loot EVV in het seizoen 2014/15 een Eredivisieclub, te weten AZ. De Alkmaarders winnen onder toeziend oog van zo'n 2.500 toeschouwers nipt: het wordt 0-1.
- Met de wedstrijd tegen AZ nog in het hoofd loot EVV het jaar daarop RKC Waalwijk Waalwijk. In Echt is de rustand nog 0-0, maar na de rust laat de eerstedivisionist zijn klasse zien. Eindstand: 0-3.

Dit schema laat de resultaten zien van EVV tegen profclubs in de KNVB Beker.
| Seizoen | Ronde    | Wedstrijd              | Uitslag |
| ------- | -------- | ---------------------- | ------- |
| 2002/03 | Groep 12 | EVV – MVV Maastricht   | 2-2     |
| 2002/03 | Groep 12 | EVV – Roda JC Kerkrade | 0-3     |
| 2005/06 | 1e ronde | EVV – FC Dordrecht     | 1-4     |
| 2006/07 | 2e ronde | EVV – NEC Nijmegen     | 0-2     |
| 2007/08 | 2e ronde | EVV – MVV Maastricht   | 1-3     |
| 2010/11 | 3e ronde | EVV – FC Eindhoven     | 3-5     |
| 2011/12 | 2e ronde | EVV – TOP Oss          | 1-5     |
| 2014/15 | 2e ronde | EVV – AZ Alkmaar       | 0-1     |
| 2015/16 | 2e ronde | EVV – Almere City FC   | 0-3     |
| 2016/17 | 1e ronde | EVV – RKC Waalwijk     | 0-3     |

## Bekende (oud-)spelers
- Kristof Aelbrecht
- Ahmed Ammi
- Jerome Beckers
- Souhail Belkassem
- Lugman Bezzat
- Jean Black
- Tim Blättler
- Pascal Boer
- Dirk Jan Derksen
- Kevin van Dessel
- Rick Geenen
- Kjell Knops
- Dominik Vergoossen
- Dave Zafarin

## Nederlands elftal onder 19
De kwalificatiegroep van het Nederlands voetbalelftal onder 19 in de aanloop naar het Europees Kampioenschap onder 19 in 2010 werd afgewerkt in de provincie Limburg. Op de accommodatie van EVV werden in mei van dat jaar twee wedstrijden gespeeld; Nederland – Slowakije en Duitsland – Slowakije.
Conventus '03 · EVV · FC RIA · RIOS '31 · VV Roosteren · RKVV Sint Joost · Slekker Boys · SC Susteren · Susterse Boys